# Milano Koenders
Milano Koenders (ur. 31 lipca 1986 w Amsterdamie) – holenderski piłkarz pochodzenia surinamskiego występujący na pozycji obrońcy.

## Kariera klubowa
Koenders jako junior grał w klubach SDZ oraz AFC Ajax. W Ajaksie grał do 2006 roku, ale nie zdołał zadebiutować w jego pierwszej drużynie. Latem 2006 roku podpisał kontrakt z RKC Waalwijk, grającym w Eredivisie. W tych rozgrywkach zadebiutował 15 września 2006 w wygranym 1:0 pojedynku z ADO Den Haag. Przez rok rozegrał tam 30 spotkań. W 2007 roku, po spadku RKC do Eerste divisie, Koenders odszedł z klubu.
Za 2,5 miliona euro przeszedł do pierwszoligowego AZ Alkmaar. Pierwszy ligowy mecz rozegrał tam 25 sierpnia 2007 przeciwko Vitesse (0:1). W styczniu 2009 został wypożyczony do NEC Nijmegen. Zadebiutował tam 1 lutego 2009 w wygranym 1:0 ligowym spotkaniu z Feyenoordem, w którym strzelił także gola, pierwszego w Eredivisie. Sezon 2009/2010 spędził na wypożyczeniu w Sparcie Rotterdam (Eredivisie), a latem 2010 roku wypożyczono go do NAC Breda, również z Eredivisie.
W 2012 roku odszedł do Heraclesa Almelo. Jego zawodnikiem był do 2015 roku. W 2016 roku został zawodnikiem rumuńskiej Concordii Chiajna. Spędził tam sezon 2016/2017, po czym odszedł z klubu.
W Eredivisie rozegrał 180 spotkań i zdobył 4 bramki.

## Kariera reprezentacyjna
Koenders jest byłym reprezentantem Holandii U-20 oraz U-21.